# NGC 1738
NGC 1738 је спирална галаксија у сазвежђу Зец која се налази на NGC листи објеката дубоког неба.
Деклинација објекта је - 18° 9' 27" а ректасцензија 5h 1m 46,5s. Привидна величина (магнитуда) објекта NGC 1738 износи 12,9 а фотографска магнитуда 13,7. NGC 1738 је још познат и под ознакама ESO 552-49, MCG -3-13-54, IRAS 04595-1813, PGC 16585.